# Xã Hamblen, Quận Brown, Indiana
Xã Hamblen (tiếng Anh: Hamblen Township) là một xã thuộc quận Brown, tiểu bang Indiana, Hoa Kỳ. Năm 2010, dân số của xã này là 4.336 người.